# Rappa Castle

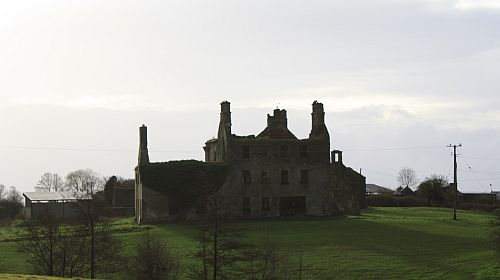
Rappa Castle

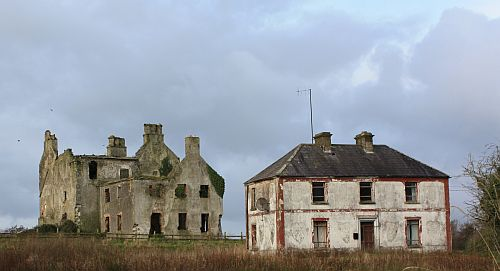
Haus vor der Ruine des alten Landhauses

Rappa Castle (irisch Caisleán na Ropaí) ist die Ruine eines Landhauses in Ballina im irischen County Mayo.

## Geschichte
Rappa Castle gehörte der Familie Bourke und wurde nach der Rückeroberung Irlands einem Soldaten aus Cromwells Armee namens Crofton zugeteilt. Im 17. Jahrhundert heiratete William Knox aus Castlerea (* 1630) eine Crofton-Tochter aus Rappa Castle. So kam das Landhaus in die Familie Knox, in deren Besitz es bis in die 1920er-Jahre verblieb.
Francis Knox, 3. Sohn des Francis Knox von Kloster Moyne und dessen Gattin, Dorothy Annesley, wurde 1726 geboren und heiratete 1761 Mary Gore aus Belleek, Erbin von Rappa Castle. Er ließ sich dort nieder und wurde High Sheriff of Mayo. 1818 fiel das Landhaus an seinen Sohn Annesley Gore Knox (1768–1839), der 1825 High Sheriff of Mayo war und acht Söhne hatte. Der nächste Bewohner war sein ältester Sohn, ebenfalls Annesley (1798–1878) und High Sheriff of Mayo im Jahre 1829. Drei seiner Söhne überlebten ihn; Annesley Arthur erbte das Anwesen. Er war 1884 High Sheriff of Mayo.
Die Familie Knox verließ nach dem irischen Unabhängigkeitskrieg das Landhaus und es kam in den Besitz von William Gillespie. Die Familie Gillespie lebte mit ihren 13 Kindern dort, bis die Unterhaltungskosten zu hoch wurden. Dann ließ William Gillespie vor dem alten Landhaus ein neues Haus errichten, in dem die Familie bis 2001 lebte. Die Ruinen des Landhauses liegen hinter dem neuen Haus.
Das alte Landhaus ist als geschütztes Gebäude gelistet.